# Montes Archimedes
I Montes Archimedes sono una struttura geologica della superficie della Luna.